# Jamaica Savings Bank
 Él Jamaica Savings Bank fue un banco constituido en 1866 en la sección de Jamaica del distrito de Queens en la ciudad de Nueva York. Tenía cuatro sucursales en Queens antes de ser adquirida por North Fork Bank en 1999, que a su vez fue adquirida por Capital One Bank en 2008.
El edificio original del banco fue construido entre 1897 y 1898 en estilo Beaux-Arts . Es un esbelto edificio de ladrillo de cuatro pisos con una fachada de piedra caliza . Presenta una planta baja profundamente rústica con ventanas protegidas por elegantes rejas de metal. La fachada está enmarcada por pilastras de dos pisos y cubierta con elaboradas ménsulas talladas, guirnaldas y otros elementos.

## Historia

### Incorporación

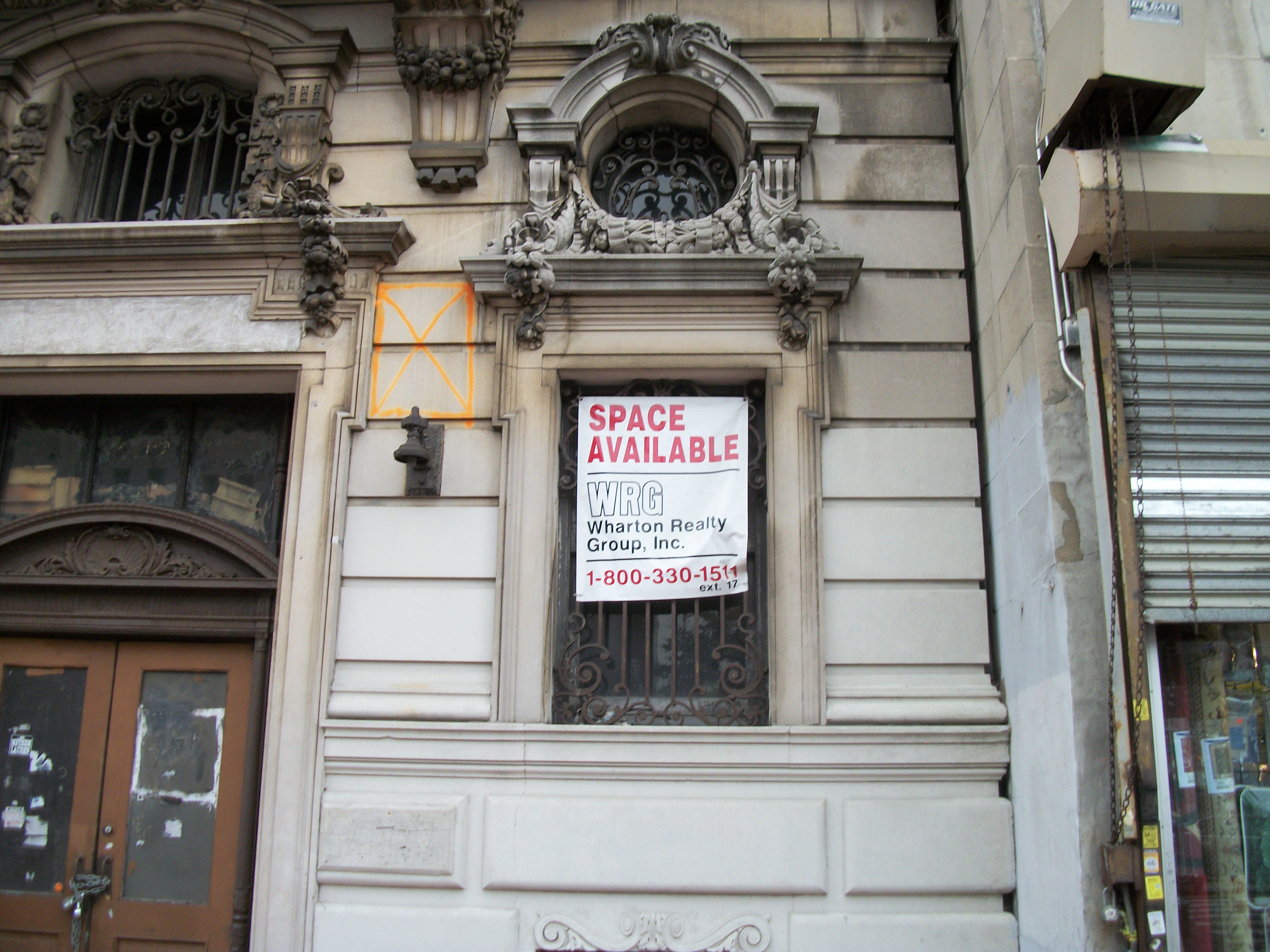
Antiguo edificio del Banco de Ahorros de Jamaica; 2013 Propietarios

Jamaica Savings BankFue constituido el 20 de abril de 1866 por 19 líderes empresariales locales, incluidos John Alsop King, gobernador de Nueva York; Morris Fosdick y el coronel Aaron A. Degrauw, quienes se reunieron en el Ayuntamiento de Jamaica en un esfuerzo por "poner en común sus recursos locales con el fin de proteger sus ahorros y financiar el desarrollo futuro" del área de Jamaica. El banco abrió oficialmente al público el 14 de julio de 1866, en 161-02 Jamaica Avenue —un año después de la guerra civil— y operaba desde la oficina del secretario del condado de Queens con 15 clientes depositando un total de $2,675.00. Para complementar la comunidad en constante expansión de Jamaica, los fideicomisarios del banco contrataron al estudio de arquitectura de Hough and Deuell para construir la nueva sede del banco de estilo Beaux-Arts que se convirtió en el edificio insignia del Jamaica Savings Bank en 1898. "Este edificio transmitía el tipo de monumentalidad que a menudo se asocia con clubes sociales privados e instituciones cívicas".

### Desarrollo
Con la llegada del ferrocarril y otros sistemas de transporte, Jamaica se convirtió rápidamente en el centro económico y comercial del condado de Queens a principios del siglo XX. Para satisfacer las necesidades económicas de la población en rápido crecimiento de Jamaica, el presidente del Banco de Ahorros de Jamaica, George S. Downing, consideró que era necesaria la creación de más sucursales bancarias. En diciembre de 1934, el Queensboro Savings Bank (ubicado en 90-55 Sutphin Boulevard) se fusionó con el Jamaica Savings Bank. Como resultado, el Banco de Ahorros de Queensboro se conoció en adelante como el Banco de Ahorros de Jamaica; el banco con la dirección de Jamaica Avenue se convirtió en la oficina principal de la empresa y la dirección de Sutphin Boulevard sirvió como sucursal. Todos los empleados del Banco de Ahorros de Queensboro conservaron sus puestos, pero luego se los consideró empleados del Banco de Ahorros de Jamaica.
En 1934, Jamaica Savings Bank tenía un total de 50.614 cuentas y figuraba en el puesto 57 entre las 100 cajas de ahorro más grandes de los Estados Unidos. Sus directivos en ese momento eran George S. Downing, presidente; el juez de la Corte Suprema Leander B. Faber, Robert W. Higbie y George K. Meynen, vicepresidentes; Charles R. Doughty, tesorero; G. Warren Smith, secretario y Richard W. Reeves, subsecretario.
El 27 de agosto de 1938, George S. Downing anunció que la construcción de la segunda sucursal estaba en marcha y se esperaba que estuviera terminada el 1 de febrero de 1939. Downing afirmó que "la decisión de construir el edificio se había precipitado por el rápido crecimiento del área de Jamaica" y que la " extensión de la línea de metro de la Octava Avenida a Jamaica había dado como resultado un 'crecimiento fenomenal de apartamentos' en esa sección". La sucursal de Sutphin Boulevard del Jamaica Savings Bank se inauguró oficialmente el 22 de abril de 1939 y fue diseñada por el arquitecto Morrell Smith de 475 Fifth Avenue y el constructor/contratista general Theodore L. Rubsamen and Company of Jamaica. Este edificio art déco único presentaba llamativas características decorativas; su característica más notable es el águila americana tallada en bajorrelieve y colocada sobre la entrada. "Puertas ornamentales de bronce fundido adornan la entrada que se abre a un vestíbulo semicircular revestido con mármol negro y dorado. Mobiliario en nogal americano, lámparas de bronce... y alfombras y cortinas de diseño y tonalidades armoniosas completan el interior.

### Finales delsigloXX
La moderna sucursal Jamaica Savings Bank de 1964 está en la esquina de la calle 161 en el centro de Jamaica, justo enfrente de su predecesor victoriano. Posee una fachada modernista azul acero con una pared curva de vidrio veneciano azul. La entrada cóncava continúa con los acentos y la Cámara de Comercio de Queens le otorgó un premio arquitectónico anual para edificios comerciales por innovación. El premio cita los materiales ignífugos de ladrillo esmaltado gris, la incorporación de columnas de acero inoxidable y los paneles exteriores de mosaico azul. El interior del edificio tenía un mural interior envolvente 162 pies x 11 pies que representan temas de la Jamaica histórica que incluyeron al Capitán Kidd, la tribu de nativos americanos Muscogee y el General de la Guerra Revolucionaria Nathaniel Woodhull. La cuarta sucursal se construyó durante 1966-1968 en 56th Avenue y Queens Boulevard en Elmhurst, junto al Queens Place Mall. La Comisión de Preservación de Monumentos Históricos de la Ciudad de Nueva York designó el edificio como un punto de referencia el 28 de junio de 2005 (número de designación LP-2173), pero el consejo en pleno rechazó la designación el 20 de octubre de 2005.

## Legado
Duró casi un siglo hasta que fue adquirido por North Fork Bank en 1999, que a su vez fue adquirido por Capital One Bank en 2008. La sucursal de Sutphin Boulevard del edificio Jamaica Savings Bank es una sucursal de Capital One Bank. El edificio original del Jamaica Savings Bank se incluyó en el Registro Nacional de Lugares Históricos en 1983,  y en un Monumento Histórico de la Ciudad de Nueva York en 2008. El edificio de la segunda sucursal en Sutphin Boulevard se dedicó como un hito de la ciudad de Nueva York en 2010. El tercer edificio ha cerrado y una empresa de zapatillas reside dentro, el mural ya no es visible. El edificio Queens Boulevard con un techo a dos aguas alargado, construido entre 1966 y 1968, alberga una sucursal de Bank of America.